# Dernier MC
Albums de Kery James
92-2012
(2012) Mouhammad Alix
(2016)
Singles
1. Dernier MC
Sortie : 9 novembre 2012
2. Des mots
Sortie : 18 janvier 2013
3. À l'horizon
Sortie : 5 avril 2013

Dernier MC est le cinquième album studio du rappeur français Kery James, sorti le 13 mai 2013.

## Présentation
Il comprend dix-neuf titres dont un bonus et trois singles. Il contient plusieurs collaborations tels que Zaho, LFDV, Niro, Médine, Corneille, Youssoupha, Kenyon Dixon, Capleton et bien d'autres artistes.

## Liste des titres
| No  | Titre                                                                                                   | Durée |
| --- | --- | ----- |
| 1.  | Dernier MC                                                                                              | 6:40  |
| 2.  | Vent d'État                                                                                             | 5:33  |
| 3.  | À l'horizon (feat. Corneille)                                                                           | 4:28  |
| 4.  | Y'a rien (feat. Niro)                                                                                   | 5:01  |
| 5.  | Quatre Saisons                                                                                          | 6:29  |
| 6.  | Love Music                                                                                              | 5:47  |
| 7.  | 94 c'est le Barça                                                                                       | 4:14  |
| 8.  | La vie en rêve (feat. Zaho)                                                                             | 4:44  |
| 9.  | Jamais sans mon poto                                                                                    | 3:28  |
| 10. | Le mystère féminin (feat. Imany)                                                                        | 3:06  |
| 11. | La mort qui va avec...                                                                                  | 4:54  |
| 12. | Des mots (feat. LFDV aka Laura Léda)                                                                    | 4:12  |
| 13. | Contre nous (feat. La Ligue: Médine et Youssoupha)                                                      | 6:11  |
| 14. | Constat Amer                                                                                            | 6:51  |
| 15. | Post Scriptum (écrit par Brav)                                                                          | 6:14  |
|     | Édition Deluxe                                                                                          |       |
| 16. | Parti de loin (feat. Kenyon Dixon)                                                                      | 4:30  |
| 17. | 9Trap Music                                                                                             | 4:33  |
| 18. | Soldier (feat. Capleton)                                                                                | 5:15  |
| 19. | Dernier MC Remix pt. 1 (feat. Lino, Tunisiano, REDK, Médine, 2e France, Scylla, Ladea, Fababy, Orelsan) | 5:41  |

## Ventes
Une semaine après sa sortie, Dernier MC se classe à la troisième place du top albums en France avec 13 000 ventes. Il devient ensuite disque d'or avec plus de 50 000 exemplaires vendus.[réf. nécessaire]

## Certifications
| Pays          | Certifications | Ventes certifiées |
| ------------- | -------------- | ----------------- |
| France (SNEP) | Or             | 50 000            |